# Lepidodactylus tepukapili
Lepidodactylus tepukapili (tuvaluisch: moko oder pili) ist ein Gecko, der als einzige Echsenart endemisch in Tuvalu vorkommt.

## Merkmale
Die Tiere erreichen eine Länge von acht Zentimetern. Mehr als die Hälfte des Körpers entfällt auf den Schwanz. An den Zehen befinden sich zwei Reihen Haftlamellen, welche sich nach vorn verbreitern. Die fünfte Zehe hat eine kleine Kralle. Die Art weist grundsätzlich eine braune Färbung auf; am Rücken und Schwanz befinden sich helle und dunkle Querbänder.

## Vorkommen
Die Art wurde bisher nur auf Fuagea und Tepuka nachgewiesen, zwei Inseln des Atolls von Funafuti. Die Erstbeschreibung erfolgte 2003 durch ein Forschungsteam um George Robert Zug und Dick Watling. Die Art ist im Englischen auch unter dem Trivialnamen Tuvalu forest gecko geläufig.
Die nachtaktive Art verbringt die Tage verborgen unter loser Rinde oder in den Spalten von Bäumen, vor allem der lokal verbreiteten Art Fetau (Calophyllum inophyllum L.).